# Nautilus Pompilius
Nautilus Pompilius (russisch Наутилус Помпилиус), oft nur Nau (Нау) genannt, war eine russische Rockband.

## Geschichte
Nautilus Pompilius wurde 1982 in Swerdlowsk unter dem Namen Али-Баба И Сорок Разбойников („Ali Baba und die vierzig Räuber“) gegründet und blieb bis 1997 zusammen. Sie war für ihre originellen Texte und Melodien bekannt. Die Lieder wurden zu Hymnen der Perestroika. Außerdem gehören einige ihrer Songs zum Soundtrack des Films Bruder (Брат). Nach der Auflösung der Band startete Frontmann Wjatscheslaw Butussow eine sehr erfolgreiche Solokarriere und gründete die Band Ju-Piter.

## Erwähnung in der Literatur
In Sergei Lukjanenkos Wächter-Reihe hört die Hauptperson Anton Gorodezki häufig Musik von Nautilus Pompilius. 
Die Band wird auch in Wladimir Kaminers Die Reise nach Trulala erwähnt.
In Alina Bronskys "Scherbenpark" findet sich auf S. 182ff. ein übersetztes Zitat.

## Diskografie
Alben
- 1983: Переезд (Umzug)
- 1985: Невидимка (Der Unsichtbare)
- 1986: Разлука (Trennung)
- 1988: Князь тишины (Knjas/Fürst der Stille)
- 1989: Человек без имени (Mensch ohne Namen)
- 1990: Наугад (aufs Geratewohl)
- 1991: Родившийся в эту ночь (Geboren heute Nacht)
- 1991: Чужая земля (Fremdes Land) (das Album wurde erst 1993 veröffentlicht)
- 1993: Титаник на Фонтанке (Titanik auf der Fontanka) (mit der Band Aquarium)
- 1994: Титаник (Titanic)
- 1995: Крылья (Flügel) (das Album wurde erst 1996 veröffentlicht)
- 1997: Атлантида (Atlantis)
- 1997: Яблокитай (Jablokitaj)